# Домреми ла Кан
Домреми ла Кан (фр. Domremy-la-Canne) је насељено место у Француској у региону Лорена, у департману Меза.
По подацима из 2011. године у општини је живело 33 становника, а густина насељености је износила 10,61 становника/km².

## Демографија
| 1962. | 1968. | 1975. | 1982. | 1990. | 2011. |
| ----- | ----- | ----- | ----- | ----- | ----- |
| 64    | 53    | 32    | 32    | 28    | 33    |